# Pajala (đô thị)
Đô thị Pajala (tiếng Thụy Điển: Pajala kommun) là một đô thị ở hạt Norrbotten của Thụy Điển. Thủ phủ là thị xã Pajala. Dân số thời điểm 31 tháng 12 năm 2000 là 7480 người.